# Anthony Fauci
Anthony Stephen Fauci (angleška izgovorjava /ˈfaʊtʃi/), ameriški zdravnik imunolog, * 24. december 1940, New York, Združene države Amerike
Od leta 1984 deluje kot direktor ameriškega Nacionalnega inštituta za alergije in nalezljive bolezni.
Fauci že več kot 50 let deluje na področju javnega zdravja. Deloval je kot svetovalec vsem ameriškim predsednikom od Ronalda Reagana naprej. Kot raziskovalec in direktor Nacionalnega inštituta za alergije in nalezljive bolezni pri Nacionalnih inštitutih za zdravje je doprinesel k raziskavam na področju HIV-a/aidsa in drugih bolezni imunske pomanjkljivosti. Med letoma 1983 in 2002 je veljal za enega najpogosteje navajanih strokovnjakov v vseh strokovnih medicinskih časopisih. Leta 2008 ga je predsednik George W. Bush za njegovo delo na področju aidsa odlikoval s predsedniško medaljo za svobodo, ki velja za najvišjo civilno nagrado v ZDA.
Je eden od vodilnih strokovnjakov na področju nalezljivih bolezni. Od januarja 2020 je bil v upravi ameriškega predsednika Donalda Trumpa med vodilnimi člani delovne skupine Bele hiše za spopad s koronavirusno boleznijo, z 21. januarjem 2021 pa je nastopil funkcijo glavnega medicinskega svetovalca ameriškega predsednika Joeja Bidna.
V začetnem obdobju koronavirusne pandemije leta 2020 sta ga časnika The New Yorker in The New York Times opisala kot enega od najbolj zaupanja vrednih ameriških strokovnjakov.